# Будкевич Йосип-Казимир Костянтинович

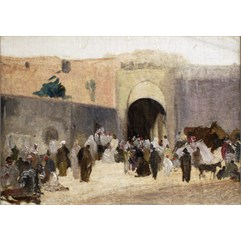
«Єрусалим», 1894

Йо́сип-Казими́р Костянти́нович Будке́вич (Буткевич) (18 квітня 1841, Київ, Російська імперія — 3 грудня 1895, Київ, Російська імперія) — український живописець, рисувальник та педагог.

## Життєпис
Випускник Петербурзької академії мистецтв — навчався в 1871—1873 роках, вільний слухач, закінчив із званням класного художника 3-го ступеня. В часі навчання нагороджений трьома малими срібними та двома третіми великими срібними медалями.
Удосконалювався в майстерності в Іспанії, Італії, Палестині та Франції.
Працював викладачем Київської рисувальної школи М. Мурашка.
Був учителем Миколи Пимоненка.
Входив до складу Київського товариства художніх виставок в 1887—1895 роках.
Малював карини, відображаючі перебіг російсько-турецької війни 1877—1878 років (у 1880) та на мотиви відвідин Близького Сходу.
Серед його відомих творів:
- «Арабська дівчина»,
- «Біля воріт. Танжер»,
- «Вулиця в Дамаску» — 1881,
- «Єрусалим» — 1894,
- «Італійська дівчина на повний зріст»,
- «Козак на коні перед хатиною»
- «Подорожній біля стіни монастиря» — 1883
- «Старий двір в Бейруті» — 1882.

Його картини зберігаються, серед інших, в Київській національній картинній галереї, Закарпатському обласному художньому музеї, Національному художньому музеї України, Псковській картинній галереї.